# Liste der Landschaftsschutzgebiete im Rheinisch-Bergischen Kreis

Städte und Gemeinden im Rheinisch-Bergischer-Kreis, Nordrhein-Westfalen

Die Liste der Landschaftsschutzgebiete im Rheinisch-Bergischen Kreis enthält die Landschaftsschutzgebiete des Rheinisch-Bergischen Kreises in Nordrhein-Westfalen.

## Liste
| Bild | Nummer        | Bezeichnung des Gebietes                                                                                               | Fläche in Hektar | WDPA-ID   | Koordinaten | Datum der Verordnung |
| ---- | ------------- | --- | ---------------- | --------- | ----------- | -------------------- |
|      | LSG-4807-0002 | LSG-Garten- und Anbauflächen im Riedbachgebiet                                                                         | 1,157            | 555555213 | Position    | 2005                 |
|      | LSG-4807-0003 | LSG-Grünlandflächen im Riedbachgebiet                                                                                  | 0,2375           | 555555214 | Position    | 2005                 |
|      | LSG-4807-0004 | LSG-Leichlingen-Staderhof, südlich Eicherhof,bei Leichlingen Förstchen, (temporär)                                     | 5,9726           | 555555215 | Position    | 2005                 |
|      | LSG-4808-0002 | LSG-Talraum und Hänge des Imelsbaches nördlich Burscheid                                                               | 122,9191         | 555589594 | Position    | 2005                 |
|      | LSG-4808-0003 | LSG-Leichlinger Schulbusch                                                                                             | 5,0182           | 555555229 | Position    | 2005                 |
|      | LSG-4808-0004 | LSG-Südlich Leichlingen-Hölverscheid, Burscheid-Großbruch, Heide, Hürringhausen (temporär)                             | 1,9934           | 555555230 | Position    | 2005                 |
|      | LSG-4808-0005 | LSG-Bahntrasse zwischen Burscheid-Kretzheide bis Kotten (temporär)                                                     | 4,7799           | 555555231 | Position    | 2005                 |
|      | LSG-4808-0006 | LSG-Östlich Burscheid-Grossösinghausen (temporär)                                                                      | 0,561            | 555555232 | Position    | 2005                 |
|      | LSG-4808-0007 | LSG-Talhänge zu den Seitensiefen zum Eifgenbach südlich Hilgen bis Kaltenherberg                                       | 193,1209         | 555555233 | Position    | 2005                 |
|      | LSG-4808-0008 | LSG-Waldflächen nördlich Berringhausen                                                                                 | 33,0693          | 555555234 | Position    | 2005                 |
|      | LSG-4808-0009 | LSG-Leichlingen-Balken, Wacholder, Burscheid-Dürscheid, Linde, Oberwietsche (temporär)                                 | 59,5499          | 555555235 | Position    | 2005                 |
|      | LSG-4808-0010 | LSG-Wuppertalabschnitt nördlich von Leichlingen                                                                        | 35,4867          | 555555236 | Position    | 2005                 |
|      | LSG-4808-0011 | LSG-Hangwaldstreifen und Obstweiden in Wuppertal nördlich von Leichlingen                                              | 70,3783          | 555555237 | Position    | 2005                 |
|      | LSG-4808-0012 | LSG-Hangflächen und Gewässer des Schmerbachtales                                                                       | 133,0032         | 555555238 | Position    | 2005                 |
|      | LSG-4808-0013 | LSG-Hangwälder und Obstweiden südlich St. Heribert                                                                     | 11,6726          | 555555239 | Position    | 2005                 |
|      | LSG-4808-0014 | LSG-Oberlauf des Weltersbaches mit zulaufenden Siefen                                                                  | 52,656           | 555555240 | Position    | 2005                 |
|      | LSG-4808-0015 | LSG-Bewaldete Talhänge des Weltersbaches                                                                               | 68,4099          | 555555241 | Position    | 2005                 |
|      | LSG-4808-0016 | LSG-Vierschelsbachtalgebiet bei Wersbach bis Friedrichshöhe                                                            | 120,3908         | 555555242 | Position    | 2005                 |
|      | LSG-4808-0017 | LSG-Wiesentälchen südlich Witzhelden-Altenbach und Oberer Frauensiepen bei Dorffeld                                    | 64,4242          | 555555243 | Position    | 2005                 |
|      | LSG-4808-0018 | LSG-Nebenbäche des Sengbaches und Grünlandflächen bei Hölverscheid sowie Großbruch                                     | 180,331          | 555555244 | Position    | 2005                 |
|      | LSG-4808-0019 | LSG-Westliche und nördliche Wupperaue sowie Heideterrassen bei Leichlingen                                             | 339,6607         | 555555245 | Position    | 2005                 |
|      | LSG-4808-0020 | LSG-Bergische Hochflächen                                                                                              | 1560,1963        | 555555246 | Position    | 2005                 |
|      | LSG-4808-0021 | LSG-Hangwaldflächen des Roder- und Grünscheider Baches                                                                 | 46,0209          | 555555247 | Position    | 2005                 |
|      | LSG-4808-0022 | LSG-Waldflächen und Siefen bei Leysiefen                                                                               | 33,7299          | 555555248 | Position    | 2005                 |
|      | LSG-4808-0023 | LSG-Waldflächen und Siefentäler bei Oberbüscherhof                                                                     | 96,0767          | 555555249 | Position    | 2005                 |
|      | LSG-4808-0024 | LSG-Waldflächen und Siefen bei Raderhof und Flamerscheid                                                               | 108,4897         | 555589600 | Position    | 2005                 |
|      | LSG-4808-0025 | LSG-Leichlingen-Metzhold (temporär)                                                                                    | 0,0758           | 555555251 | Position    | 2005                 |
|      | LSG-4808-0026 | LSG-Burscheid-Oberwietsche (temporär)                                                                                  | 0,474            | 555555252 | Position    | 2005                 |
|      | LSG-4808-0027 | LSG-Leichlingen-Witzhelden, Leichlingen-Altenbach (temporär)                                                           | 0,8396           | 555555253 | Position    | 2005                 |
|      | LSG-4808-0028 | LSG-Leichlingen-Planenhof, Diepenthal (temporär)                                                                       | 17,4602          | 555555254 | Position    | 2005                 |
|      | LSG-4809-0001 | LSG-Remscheider Bergland und Dhünnhochfläche                                                                           | 3662,2673        | 555589499 | Position    | 2004                 |
|      | LSG-4809-0002 | LSG-Remscheider Bergland und Dhünn-Hochflächen, Bereiche Buschhausen, Ostringhausen, Höferhoferfeld, Neünflügel, Schöl | 19,6339          | 555589495 | Position    | 2004                 |
|      | LSG-4809-0003 | LSG-Große Dhünntalsperre                                                                                               | 1948,4398        | 555555259 | Position    | 1993                 |
|      | LSG-4908-0001 | LSG-Hamberger Bachtal und Täler zufließender Bäche                                                                     | 95,5615          | 555555363 | Position    | 2005                 |
|      | LSG-4908-0003 | LSG-Bachtal und Siefen östlich Thielenmühle                                                                            | 73,995           | 555589430 | Position    | 2005                 |
|      | LSG-4908-0004 | LSG-Grombachssiepen | 8,9172           | 555555366 | Position    | 2005                 |
|      | LSG-4908-0005 | LSG-Wiembach- und Seitentäler zwischen Spiegelhof und Gerstenmühle                                                     | 50,594           | 555555367 | Position    | 2005                 |
|      | LSG-4908-0006 | LSG-Laubwaldgebiet und Streuobstwiese bei Repinghof                                                                    | 35,7462          | 555555368 | Position    | 2005                 |
|      | LSG-4908-0007 | LSG-Burscheid-Büchel, Irlerhof, Massiefen, Grünscheid (temporär)                                                       | 1,7921           | 555555369 | Position    | 2005                 |
|      | LSG-4908-0008 | LSG-Östlich Burscheid-Dürscheid (temporär)                                                                             | 0,0687           | 555555370 | Position    | 2005                 |
|      | LSG-4908-0009 | LSG-Burscheid-Heddinghofen, Geilenbach (temporär)                                                                      | 0,3064           | 555555371 | Position    | 2005                 |
|      | LSG-4908-0010 | LSG-Landscheider Bachtal                                                                                               | 39,4322          | 555555372 | Position    | 2005                 |
|      | LSG-4908-0011 | LSG-Waldflächen und Weiden bei Lungstrasse                                                                             | 19,7598          | 555555373 | Position    | 2005                 |
|      | LSG-4908-0012 | LSG-Talhänge zu den Seitensiefen zum Eifgenbach südlich Kaltenherberg bis Eichenplätzchen                              | 90,8551          | 555555374 | Position    | 2005                 |
|      | LSG-4908-0013 | LSG-Talsperre Diepenthal mit Wochenendhausgebiet                                                                       | 8,5014           | 555555375 | Position    | 2005                 |
|      | LSG-4908-0014 | LSG-Talraum des Murbachtales westlich der Talsperre Diepenthal bis Wietsche und Hangwälder bei Balken                  | 43,2676          | 555589568 | Position    | 2005                 |
|      | LSG-4908-0015 | LSG-Leichlingen-Wietsche (temporär)                                                                                    | 0,3123           | 555555377 | Position    | 2005                 |
|      | LSG-4908-0016 | LSG-Mittlere Dhünn | 2334,0166        | 555555378 | Position    | 1996                 |
|      | LSG-4908-0017 | LSG-Bergische Heideterrasse                                                                                            | 736,38           | 555555379 | Position    | 2008                 |
|      | LSG-4908-0018 | LSG-Bergische Heideterrasse (temporär)                                                                                 | 15,8831          | 555555380 | Position    | 2008                 |
|      | LSG-4908-0019 | LSG-Paffrather Kalkmulde                                                                                               | 1179,6133        | 555555381 | Position    | 2008                 |
|      | LSG-4908-0020 | LSG-Diepeschrather Wald                                                                                                | 20,2602          | 555555382 | Position    | 2008                 |
|      | LSG-4908-0021 | LSG-Nördliches Strundetal                                                                                              | 30,2032          | 555555383 | Position    | 2008                 |
|      | LSG-4909-0001 | LSG-Große Dhünntalsperre, In der Brache (Wochenendhausgebiet)                                                          | 295,275          | 555555392 | Position    | 1993                 |
|      | LSG-4909-0002 | LSG-Wasserflächen Hauptbecken und Vorsperre „Große Dhünntalsperre“                                                     | 127,3167         | 555555393 | Position    | 2012                 |
|      | LSG-4909-0004 | LSG-Östliche Paffrather Kalkmulde um Dürscheid (temporär)                                                              | 3,2643           | 555555394 | Position    | 2012                 |
|      | LSG-4909-0005 | LSG-Östliche Paffrather Kalkmulde um Dürscheid                                                                         | 709,6269         | 555555395 | Position    | 2012                 |
|      | LSG-4909-0006 | LSG-Bergische Hochfläche um Kürten, südlich Biesfeld                                                                   | 2962,8297        | 555555396 | Position    | 2012                 |
|      | LSG-4909-0007 | LSG-Östliche Paffrather Kalkmulde um Dürscheid (temporär)                                                              | 2,0536           | 555555397 | Position    | 2012                 |
|      | LSG-4909-0008 | LSG-Hangflächen und Siefentäler zum Olpebachtal                                                                        | 948,935          | 555555398 | Position    | 2012                 |
|      | LSG-4909-0009 | LSG-Im Rheinisch Bergischen Kreis                                                                                      | 77,3926          | 555555399 | Position    | 1985                 |
|      | LSG-4909-0010 | LSG-Bergische Hochfläche                                                                                               | 1457,2871        | 555555400 | Position    | 2008                 |
|      | LSG-5008-0001 | LSG-Marienhöhe | 5,9272           | 555558468 | Position    | 2008                 |
|      | LSG-5008-0002 | LSG-Südliches Strundetal                                                                                               | 11,8603          | 555558469 | Position    | 2008                 |
|      | LSG-5008-0003 | LSG-Lerbacher Wald | 87,3071          | 555558470 | Position    | 2008                 |
|      | LSG-5009-0001 | LSG-Hardt | 2,9784           | 555558475 | Position    | 2008                 |
|      | LSG-5009-0002 | LSG-Bergische Hochfläche um Overath                                                                                    | 4952,5253        | 555558476 | Position    | 2008                 |
|      | LSG-5009-0003 | LSG-Aggeraue | 142,7259         | 555558477 | Position    | 2008                 |
|      | LSG-5009-0004 | LSG-Bergische Heideterrasse bei Rösrath                                                                                | 276,8215         | 555558478 | Position    | 2008                 |
|      | LSG-5009-0005 | LSG-Bergische Heideterrasse bei Rösrath (temporär)                                                                     | 3,6547           | 555558479 | Position    | 2008                 |
|      | LSG-5009-0006 | LSG-Bergische Hochfläche bei Rösrath                                                                                   | 1222,5967        | 555558480 | Position    | 2008                 |
|      | LSG-5009-0007 | LSG-Bergische Hochfläche bei Rösrath (temporär)                                                                        | 1,3235           | 555558481 | Position    | 2008                 |
|      | LSG-5009-0008 | LSG-Sülzaue | 98,7316          | 555558482 | Position    | 2008                 |
|      | LSG-5009-0009 | LSG-Sülzaue (temporär)                                                                                                 | 0,5182           | 555558483 | Position    | 2008                 |
|      | LSG-5108-0001 | LSG-Wahner Heide | 73,0784          | 555558588 | Position    | 2008                 |
|      | LSG-5108-0002 | LSG-Wahner Heide (temporär)                                                                                            | 6,3396           | 555558589 | Position    | 2008                 |